# Goniony
Goniony – żywy, polski taniec ludowy, powszechny przede wszystkim w XVII–XVIII wieku.
Taniec ten wspominany jest m.in. przez Jana Kochanowskiego w utworze Pieśń świętojańska o Sobótce:
Tam już pieśni rozmaite,
Tam będą gadki pokryte,
Tam trefne plęsy z ukłony,
Tam i cenar, i goniony.